# Atraphaxis virgata
Atraphaxis virgata (Regel) Krasn. – gatunek rośliny z rodziny rdestowatych (Polygonaceae Juss.). Występuje naturalnie w południowo-wschodniej Rosji, w Kazachstanie, Kirgistanie, Tadżykistanie, Turkmenistanie, Mongolii oraz zachodnich Chinach (w regionie autonomicznym Sinciang). 

## Morfologia
PokrójZrzucający liście krzew dorastający do 1,5–2 m wysokości.
LiścieBlaszka liściowa ma kształt od podłużnie eliptycznego do podłużnie odwrotnie jajowatego, ma zaokrągloną nasadę i spiczasty wierzchołek. Mierzy 20–25 mm długości oraz 4–9 mm szerokości. Ogonek liściowy jest nagi i ma 1 mm długości. Gatka jest purpurowa, błoniasta i ma 2–6 mm długości.
KwiatyZebrane w grona, rozwijają się na szczytach pędów. Listków okwiatu jest 5, mają eliptyczny kształt i białawą lub różową barwę, mierzą do 4–5 mm długości.
OwoceTrójboczne niełupki o jajowatym kształcie i długości 5 mm.

## Biologia i ekologia
Rośnie na pustyniach. Występuje na wysokości od 600 do 1000 m n.p.m. Kwitnie od maja do lipca.